# Elberfeld-Mitte
Das Wuppertaler Wohnquartier Elberfeld-Mitte ist eines von sechs Quartieren des Stadtbezirks Elberfeld. Das Wohnquartier ist das historische Zentrum der ehemaligen selbstständigen Großstadt Elberfeld.

## Geographie
Das 1,08 km² große Wohnquartier liegt westlich der geografischen Mitte Wuppertals. Es wird im Norden durch die Straßen Hofkamp, Gathe, Karlstraße, Bergstraße und Luisenstraße, im Westen durch Briller Straße und Tannenbergstraße, im Süden durch die Bahnstrecke Düsseldorf–Elberfeld und deren östliche Fortführung, die Bahnstrecke Elberfeld–Dortmund und im Osten durch Bendahler Straße und den Wupperseitenarm bei der Gerichtsinsel begrenzt. Im Uhrzeigersinn umgeben die Wuppertaler Nordstadt, die Quartiere Ostersbaum, Friedrich-Engels-Allee und Hesselnberg, die Elberfelder Südstadt und das Quartier Arrenberg das Wohnquartier. Die Wupper durchfließt das in Tallage gelegene Wohnquartier.
Im Süden befindet sich mit dem Döppersberg und dem Wuppertaler Hauptbahnhof der zentrale Verkehrsknotenpunkt der Stadt. Das Zentrum Elberfeld-Mittes, die Alte Freiheit und Burg Elberfeld, ist als Fußgängerzone ausgewiesen, im Westen schließt sich das Szeneviertel um die Luisenstraße an.
Im Quartier befinden sich zahlreiche denkmalgeschützte Gebäude, wie die Alte reformierte Kirche Wuppertal, die Kirche am Kolk, die Laurentiuskirche, die Neue reformierte Kirche, das Von der Heydt-Museum, das Elberfelder Rathaus, das Wuppertaler Amts- und Landgericht, die Reichsbahndirektion Elberfeld, die Industrie- und Handelskammer Wuppertal-Solingen-Remscheid, das Kaufhaus Michel, das Dürer-Haus, die Baumsche Fabrik und der Jubiläumsbrunnen. Mit dem Hochhaus der Stadtsparkasse Wuppertal befindet sich das höchste Haus Wuppertals im Wohnquartier, weiterhin das denkmalgeschützte Schauspielhaus der Wuppertaler Bühnen.